# Colchane
Colchane (del aimara: qullchanni ‘existencia de qullcha, tipo de pasto’) es una comuna y pueblo del Norte Grande de Chile, ubicado en la Provincia del Tamarugal, correspondiente a la Región de Tarapacá (Chile), en la frontera con Bolivia.
Integra junto con las comunas de Alto Hospicio, Camiña, Huara, Iquique, Pica y Pozo Almonte el distrito electoral n.º 2 y pertenece a la 2.ª Circunscripción Senatorial. Tiene una superficie de 4015,6 km² y una población de 1629 habitantes. Se ubica en el altiplano andino, junto al poblado boliviano de Pisiga.

## Historia

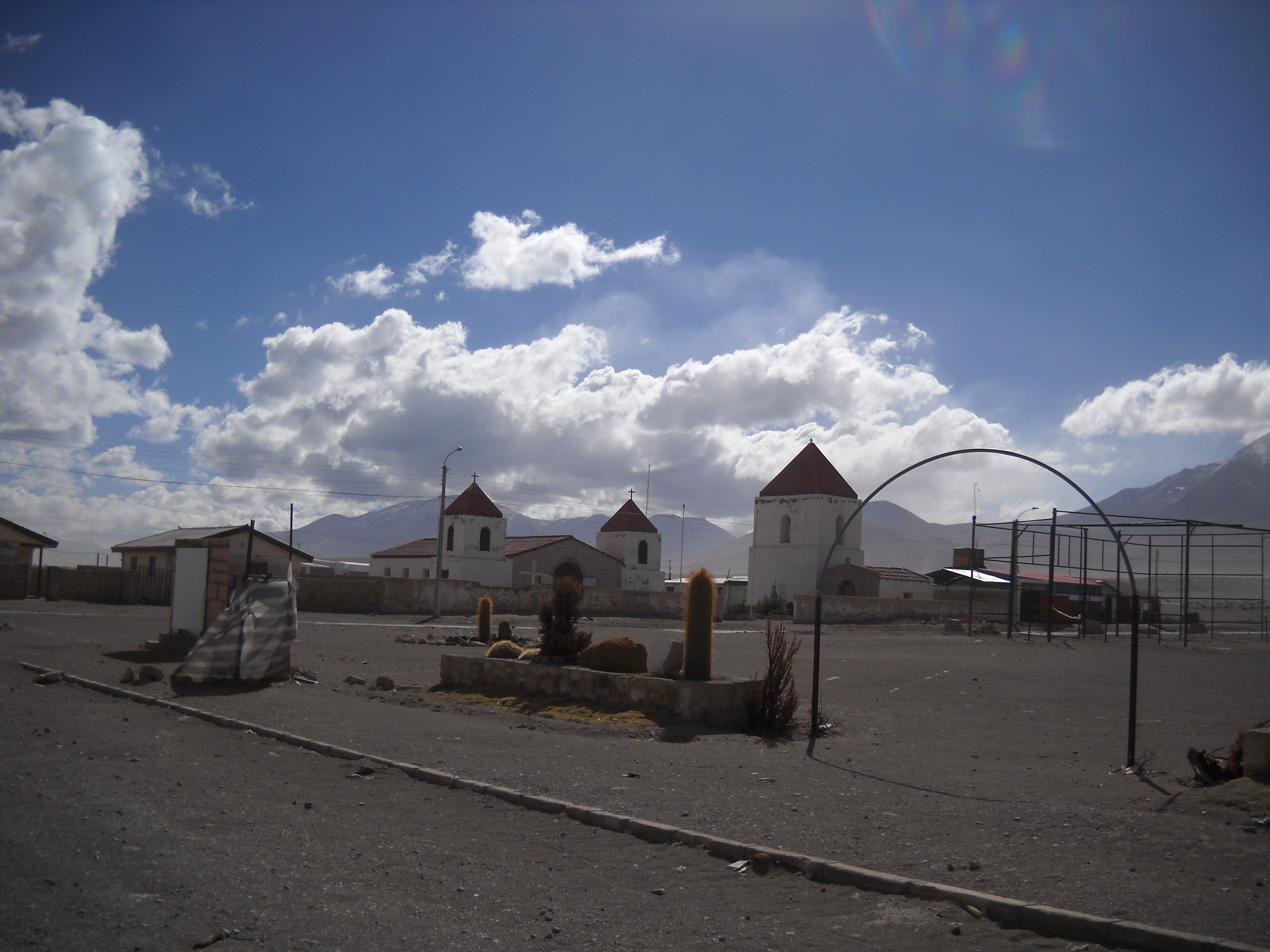
Iglesia ubicada en el pueblo de Colchane.

La comuna fue creada el 8 de septiembre de 1970 con el nombre de "Los Cóndores". En 1979 pasó a denominarse "Colchane", situándose a los pies de montes y volcanes como el Tata Sabaya e Isluga. El pueblo de Colchane fue creado con el propósito de establecer una población permanente y controlar la frontera chileno-boliviana) en la década de 1970. Dependiente hasta 1979 de la municipalidad de Pisagua, el municipio local de Colchane fue constituido mediante el decreto con fuerza de ley 1-2868 del 5 de junio de 1980.
La localidad cuenta con retén de carabineros, posta de primeros auxilios, escuela rural básica y aduana de control fronterizo. En el cercano poblado de Cariquima, se encuentra el único aeródromo con pista asfaltada de la zona.
El 13 de junio de 2005 sufrió un fuerte sismo, que generó pérdidas de construcciones como canales de regadíos, casas, escuelas, etc.,  así como del patrimonio religioso.

### Crisis migratoria
La comuna de Colchane ha sido la puerta de entrada para miles de inmigrantes que han cruzado ilegalmente a Chile desde la frontera con Bolivia. Esto ha generado problemas sanitarios, humanitarios y sociales en la zona.
Esta comuna posee graves índices de pobreza. Según la encuesta CASEN de 2017 y de la ODEPA, el 60,9% no tiene acceso a red pública de agua, el 21,7% no tiene suministro de energía eléctrica y el 99,9% vive sin conexión fija a internet. El 21,7% es analfabeta, la escolaridad promedio es de ocho años y medio y 63,5% vive en condiciones de pobreza interdimensional. Y considerando que 
según la alcaldía de la comuna, a diario ingresan entre 300 y 400 personas por la frontera, muchas de ellas deshidratadas o presentando graves problemas de salud debido al extenso recorrido a través de la zona montañosa. 16 de ellos han muerto, incluida una bebé de nueve meses que el 11 de octubre venía desde Perú junto con sus padres, ambos inmigrantes venezolanos, la comuna no posee los recursos necesarios para dar soporte a los individuos que arriban a la localidad.

## Medio ambiente

### Geomorfología y componentes abióticos

Trazado simplificado de los ecosistemas y cuerpos de agua presentes en la comuna de Colchane.

La comuna de Colchane se encuentra emplazada en las unidades geomorfológicas de Cordillera prealtiplanica y Precordillera río Lauca; y presenta según la clasificación climática de Köppen clima de tundra (ET), clima de tundra de lluvia estival (ET (w)), clima glacial (EF) y clima glacial de lluvia estival (EF (w)). Esta además se halla entre las cuencas hidrográficas de Altiplanicas, Costeras del río Camarones y Pampa del Tamarugal, Pampa del Tamarugal y Quebrada Río Camarones. Además, la comuna posee diversos cuerpos de agua, entre los que se destacan la laguna Arabilla, laguna Cullpavilque, laguna Parinacota, laguna Vilacollo y salar de Pisiga; y río Grande, río Isluga, río Sitani y río Todos Santos.

### Componentes bióticos
Dentro del territorio de la comuna se pueden hallar los siguientes ecosistemas:
- Matorral bajo tropical andino donde predominan Azorella compacta y Pycnophyllum molle (Vulnerable)
- Matorral bajo tropical andino donde predominan Fabiana ramulosa y Diplostephium meyenii (Vulnerable)
- Matorral bajo tropical andino donde predominan Parastrephia lepidophylla y Parastrephia quadrangularis (Vulnerable)
- Matorral bajo tropical andino donde predominan Parastrephia lucida y Azorella compacta (Vulnerable)
- Matorral bajo tropical andino donde predominan Parastrephia lucida y Festuca orthophylla (Vulnerable)
- Zonas geográficas hinóspitas sin vegetación (Sin información)

### Medidas de protección ambiental y conflictos socioambientales
Hasta 2022, la comuna de Colchane cuenta con las siguientes zonas que cuentan con algún nivel de protección ambiental:
- Lauca (Reserva Biósfera)[18]
- Parque Nacional Volcán Isluga (parque nacional)[19]
- Reserva Nacional Las Vicuñas (Reserva Nacional)[20]

## Demografía
Según los datos recolectados en el censo del año 2008 realizado por el Instituto Nacional de Estadísticas, la comuna posee una superficie de 4.015,6 km² y una población de 1.649 habitantes, de los cuales 739 son mujeres y 910 son hombres. La comuna acoge al 0,69% de la población total de la región, de la cual un 100% corresponde a población rural y el 78,1% de la población se declaró perteneciente a alguna etnia indígena.
| INE 1992 | 1.555 hab. |
| INE 2002 | 1.649 hab. |
| INE 2017 | 1.728 hab. |

Según la encuesta CASEN de 2017 y de la ODEPA, el 60,9% no tiene acceso a red pública de agua, el 21,7% no tiene suministro de energía eléctrica y el 99,9% vive sin conexión fija a internet. El 21,7% es analfabeta, la escolaridad promedio es de ocho años y medio y 63,5% vive en condiciones de pobreza interdimensional.

### Pueblo de Colchane
Siguiendo la Ruta 15-CH y a 3.730 m s. n. m., a orillas del río Isluga, se encuentra el pueblo de Colchane. Es la localidad que cuenta con mayor número de habitantes dentro de la comuna (720 en 1992).
Cuenta con aduana, control fronterizo, retén de carabineros de Chile, oficinas del SAG, municipalidad, colegios, residenciales y comercio. 
Entre los controles limítrofes de Chile y Bolivia, se realiza una feria fronteriza los sábados en la mañana, cada 15 días. 
Es intregrante de la ruta interoceánica Brasil-Bolivia-Chile.
Otras localidades de la comuna son:
- Cariquima (404 habitantes)
- Ancuaque (132 habitantes)
- Chijo
- Enquelga (128 habitantes)
- Quebe (45 habitantes)
- Caico (32 habitantes)
- Mauque (30 habitantes)
- Puchuldiza (6 habitantes)
- Isluga (1 habitante)

## Administración

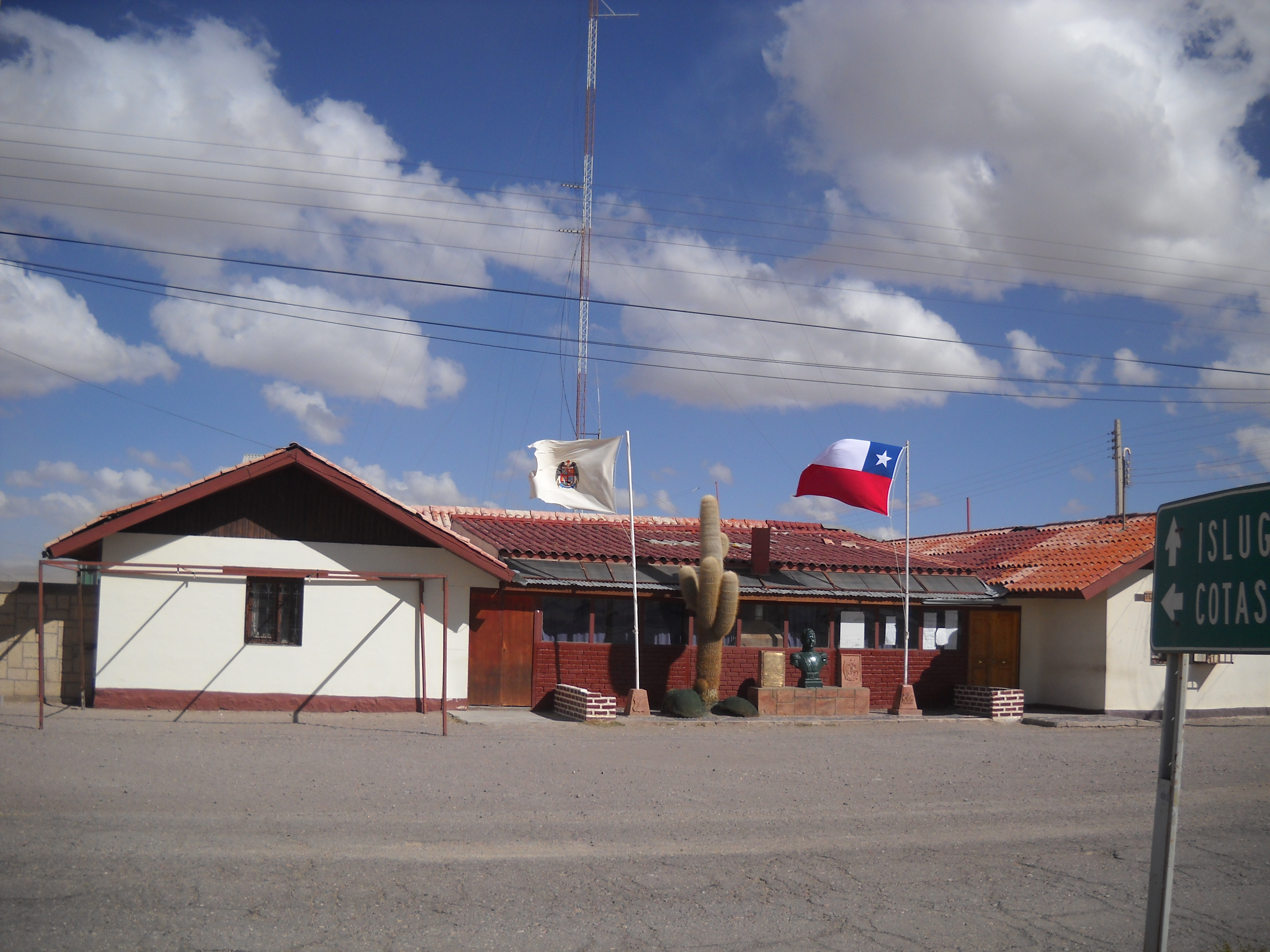
Municipalidad de Colchane.

### Municipio

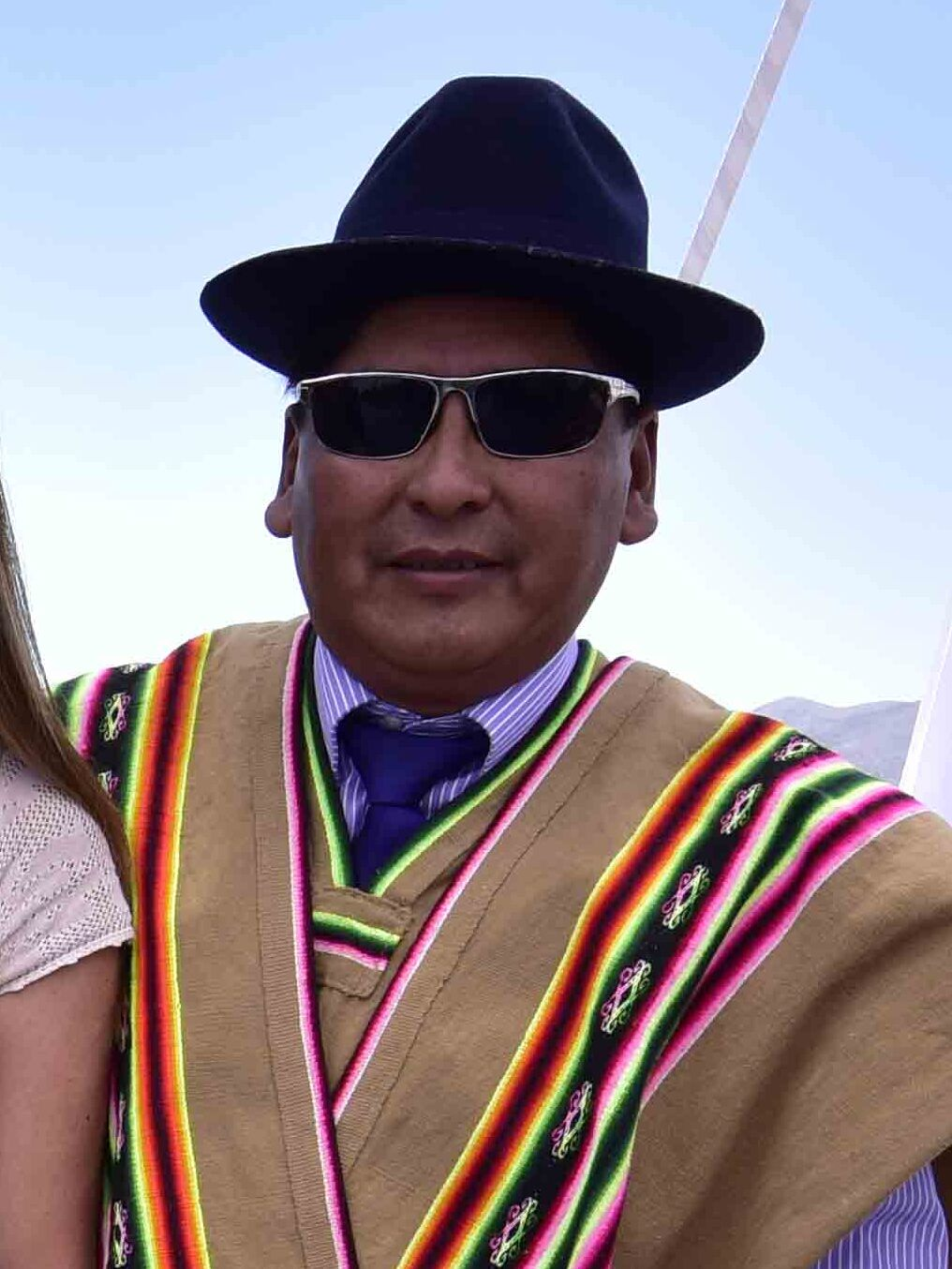
Alcalde Teófilo Mamani

La Ilustre Municipalidad de Colchane es gobernada por el alcalde Teófilo Mamani García, quien ganó las elecciones municipales de 2024. Para el período 2024-2028 los concejales son:
- Maribel Mamani García (Ind./FRVS)
- Yamil García Choque (Ind./FRVS)
- Juan Choque Mamani (Ind.)
- Edgar Mamani García (PDC)
- Guillermo Moscoso Mamani (Ind./RN)
- Eliseo García Challapa (UDI)

### Representación parlamentaria
Pertenece al Distrito Electoral N.º 2 y pertenece a la 2.ª Circunscripción Senatorial (Tarapacá). Es representada en la Cámara de Diputados del Congreso Nacional por los diputados Renzo Trisotti Martínez (UDI), Danisa Astudillo (PS) y Matías Ramírez (PCCh). A su vez, es representada en el Senado por los senadores Luz Ebensperger Orrego (UDI) y Jorge Soria Quiroga (Ind-PPD).

### Participación política
Tanto en el plebiscito nacional de Chile de 2020 como en el de 2022 la comuna de Colchane se inclinó por la opción "Rechazo" por amplia mayoría, teniendo el mayor porcentaje a nivel nacional en ambas elecciones. La comuna históricamente tiene una tendencia conservadora y los candidatos de derecha siempre han ganado en las elecciones presidenciales por amplia mayoría desde la creación de la comuna.
Para las elecciones de consejeros constitucionales de 2023, la comuna nuevamente se inclinó por la derecha, votando en más del 70% al Partido Republicano. Posteriormente, para el plebiscito constitucional de ese mismo proceso, Colchane fue la comuna en que la opción "A Favor" tuvo el mayor porcentaje de todo el país con el 82,67% de los votos.

## Economía
En 2018, la cantidad de empresas registradas en Colchane fue de 8. El Índice de Complejidad Económica (ECI) en el mismo año fue de -1,18, mientras que las actividades económicas con mayor índice de Ventaja Comparativa Revelada (RCA) fueron Fabricación de Motores y Turbinas, excepto para Aeronaves, Vehículos y Motocicletas (997,14), Hoteles (109,45) y Agencias y Organizadores de Viajes, Actividades de Asistencia a Turistas (61,33).

### Turismo
Entre los diversos atractivos turísticos existente en la comuna, destacan la iglesia de Santo Tomás de Isluga y las de Achauta, Carahuano, Cariquima, Cotasaya y Mauque. Colchane como comuna y pueblo es el punto neurálgico del circuito turístico de alta riqueza social en su recorrido. Desde el entorno natural de estos caseríos (géiser, flamencos, montañas, etc.) destaca el parque nacional Volcán Isluga y el nevado Mama Huanapa.
Además de lo antes mencionado,podemos encontrar un particular bosque de cactus gigantes con más de 600 años de antigüedad, los que alcanzan hasta 10 metros de altura: es el Bosque de Cactus Gigantes de Ancovinto. Este se encuentra en las laderas del cerro Ancovinto, desde donde se puede apreciar el Salar de Copaisa y obtener maravillosas fotografía

### Energías renovables
Debido al alto potencial de generación de energía solar en el norte del país, se ha priorizado la generación de energía solar fotovoltaica dentro del área comunal, especialmente orientado al autoconsumo fotovoltaico. A partir de 2013, el Ministerio de Energía implementó un sistema de autoabastecimiento de energía eléctrica en las escuelas comunales, con la instalación de paneles solares en los techos de los establecimientos.

## Cultura

### Religión
La comuna es de mayoría cristiana con una parte de la población siendo católica y otra evangélica pentecostal. Además la religión convive con las creencias ancestrales aimaras.

## Medios de comunicación

### Radioemisoras
FM
La comuna no cuenta con radios comunitarias.